# KLF14
KLF14‏ (Krueppel-like factor 14) هوَ بروتين يُشَفر بواسطة جين KLF14 في الإنسان.